# اکاراهادوا
اکاراهادوا (به لاتین: Akarahaduwa) یک منطقهٔ مسکونی در سری‌لانکا است که در استان مرکزی (سری‌لانکا) واقع شده‌است.